# Tomás Cubelli
Tomás Cubelli (Buenos Aires, 12 de junio de 1989) es un jugador argentino de rugby que se desempeña en la posición de medio scrum y es internacional por la Selección argentina de rugby, Los Pumas.

## Carrera

### Clubes
Hijo de Alejandro Cubelli, que integró el seleccionado argentino de rugby en las décadas de 1970 y 1980, Tomás inició su carrera deportiva en Belgrano Athletic Club, de la Unión de Rugby de Buenos Aires. En 2011 se incorporó a Pampas XV, equipo de la Unión Argentina de Rugby, para disputar la Vodacom Cup sudafricana, ganando el torneo y disputando también las ediciones de 2012 y 2013.

### Internacional
A nivel internacional, hizo su debut con la Selección argentina en el Campeonato Sudamericano de 2010 durante un partido contra Uruguay en Santiago de Chile el 21 de mayo de 2010. En 2013, hizo su debut en el Rugby Championship, participando luego de todas las ediciones siguientes.
En 2014, fue invitado a integrar el seleccionado de Barbarians que jugó contra Inglaterra en el Estadio de Twickenham de Londres.
Fue parte de la selección que obtuvo el cuarto puesto en la Copa Mundial de Rugby de 2015. En la fase de grupos, en el partido contra  Georgia, que terminó con victoria argentina 54-9, Tomás anotó un ensayo. Posteriormente volvió a anotar un try en la victoria de su equipo 64-19 sobre Namibia.

### Palmarés y distinciones notables
- Seleccionado para jugar con los Barbarians en 2015.[4]

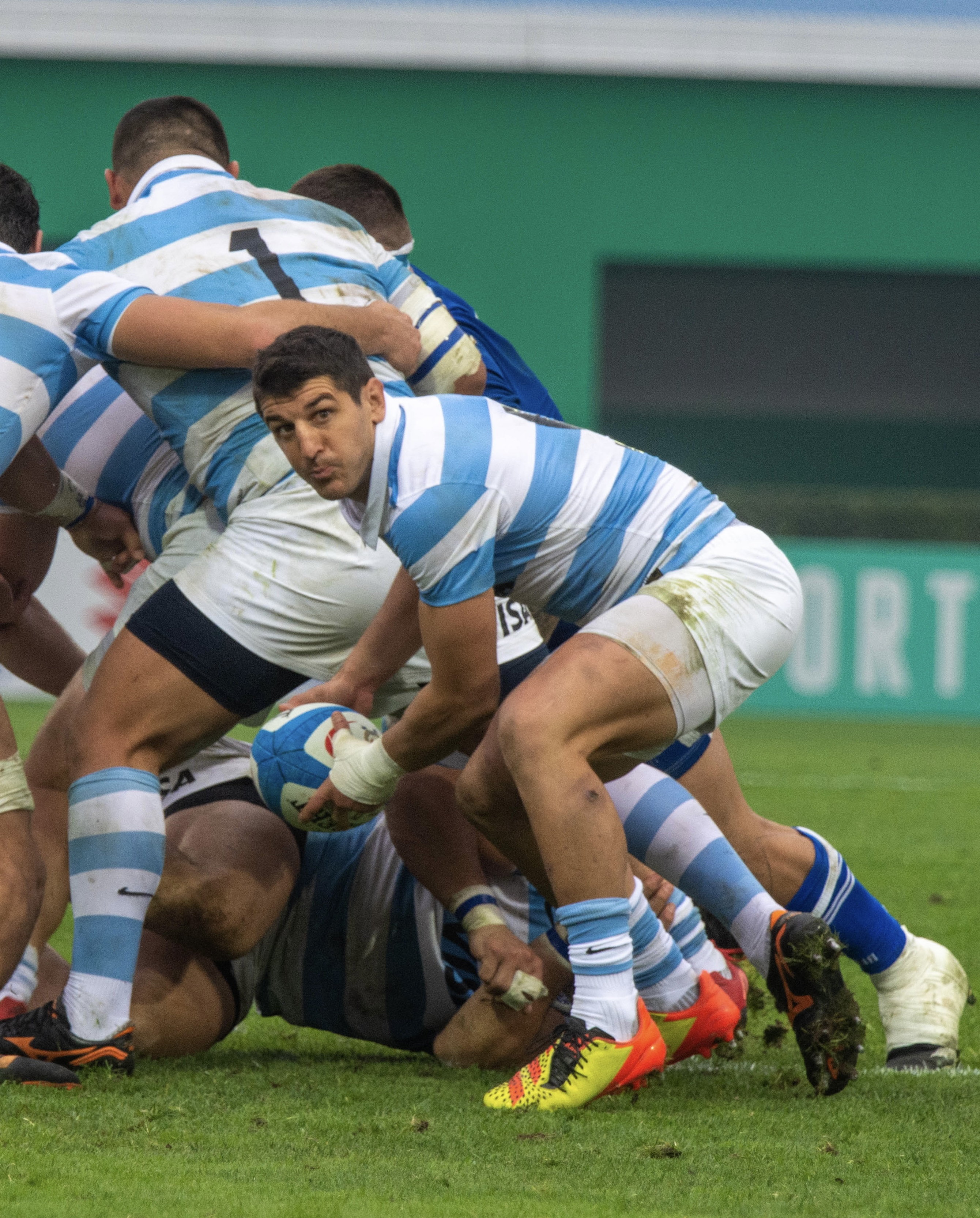
Tomás Cubelli durante Argentina vs. Italia, 2021